# Millville (Indiana)
Millville is een verlaten stadje in Liberty Township, Henry County in de staat Indiana in de Verenigde Staten van Amerika. Millville is de geboorteplaats van Wilbur Wright een van de eerste luchtvaartpioniers.